# Alfred Pampalon
Alfred Pampalon (ur. 24 listopada 1867 w Lévis, zm. 30 września 1896 w Sainte-Anne-de-Beaupré) – kanadyjski Czcigodny Sługa Boży Kościoła katolickiego.

## Życiorys
Był synem Antoine Pampalon i Josephine Dorion. Rozpoczął studia klasyczne, aby zostać księdzem. Miesiąc później wyruszył do Belgii z kilkoma towarzyszami i wstąpił do nowicjatu redemptorystów w Sint-Truiden. W dniu 8 września 1887 roku złożył wieczyste śluby ubóstwa, czystości i posłuszeństwa. Następnie udał się do seminarium redemptorystów Beau Plateau. W dniu 4 października 1892 roku został wyświęcony na kapłana. Wkrótce zachorował na gruźlicę i zmarł 30 września 1896 roku. Obecnie trwa jego proces beatyfikacyjny. 14 maja 1991 roku Jan Paweł II ogłosił go czcigodnym.